# 2019-es Villa Unión-i tűzharc
2019. november 30-án a mexikói Coahuila államban található Villa Uniónban tűzharc alakult ki az egyik drogkartell – feltehetően a Cartel del Noreste – és a rendőrség között. A kartell seregei dél környékén felfegyverzett pickup konvojokból támadták meg a Villa Unión-i városházát. Azért ezt az épületet választották célpontul, mert itt van a városi rendőrség központja. Az épületet nagyon megrongálták a támadással. Ismeretlen eredetű videófelvételeken füst szállt fel a városból. A kartell a visszavonulás közben járműveket zsákmányolt, és embereket rabolt el. Az elkövetkező napokban az állami erőszervezetek a támadásért felelőssé tett kartellt üldözőbe vették, majd 7 tagjával december 1-én végeztek.